# Кременчугский, Владимир Григорьевич
Владимир Григорьевич Кременчугский (10 мая 1925 — 9 октября 1989) — командир отделения 9-й отдельной моторизированной разведывательной роты штаба 2-го Украинского фронта, старшина — на момент представления к награждению орденом Славы 1-й степени.

## Биография
Родился 10 мая 1925 года на железнодорожной станции Большой Токмак, ныне город Токмак Токмакского района Запорожской области Украины. Украинец. Окончил 9 классов.
В ноябре 1941 года добровольцем ушел в Красную Армию. Был зачислен на военную службу в 16 лет, для этого подправил справку о рождении, а по внешнему виду ему вполне можно было дать восемнадцать. Боевое крещение он получил осенью 1942 года на Северном Кавказе. В составе отдельного авиадесантного полка сражался сначала на грозненском направлении, под Моздоком, затем в район Туапсе. В одной из контратак был ранен.
После госпиталя зачислен автоматчиком в 31-й парашютно-десантный полк. Участвовал в боях под Новороссийском, на Малой земле, в освобождении Новороссийска. Снова был ранен. После излечения зачислен в 9-ю отдельную разведывательную роту. В её составе прошел весь боевой путь до Победы. Освобождал Тамань, форсировал Керченский пролив, захватывал и защищал плацдарм на крымской земле. За отвагу и мужество в этих боях получил свою первую боевую награду — орден Отечественной войны 2-й степени.
10 января 1944 года, будучи в составе морского десанта при высадке в районе высоты 164,5, красноармеец Кременчугский уничтожил десять противников. Получив пулевое ранение, остался в строю и на следующий день, то есть 11 января, при отражении контратаки в районе высоты 115,5 уничтожил ещё четырёх вражеских солдат.
Приказом от 17 января 1944 года красноармеец Кременчугский Владимир Григорьевич награждён орденом Славы 3-й степени.
После освобождения Керчи мотоциклист 9-й отдельной моторизированной разведывательной роты красноармеец Кременчугский участвовал в прорыве обороны врага на Керченском полуострове в районе населенного пункта Ак-Монай и его преследовании. Он вел разведку и своевременно докладывал сведения о противнике. Одним из первых на мотоцикле ворвался в Феодосию, разведал расположение вражеских огневых средств, захватил в плен двух противников и доставил их в штаб.
13 апреля 1944 года находясь в головном дозоре, захватил 3-х вражеских солдат, сообщивших ценные сведения. Кременчугский вступил в единоборство с группой отходивших противников. В ходе боев в районе населенного пункта Карасубазар в короткой схватке уничтожил трех солдат и захватил два мотоцикла и важные документы.
Приказом от 26 мая 1944 года красноармеец Кременчугский Владимир Григорьевич награждён орденом Славы 2-й степени.
После освобождения Севастополя 9-я отдельная разведывательная рота вошла в состав 53-й армии 2-го Украинского фронта. Разведчики, как всегда, действовали впереди. Во время боев по освобождению Чехословакии старшина Кременчугский командовал разведывательным отделением.
8 апреля 1945 года с подчиненными в числе первых ворвался на северную окраину города Сенец и отрезал пути отхода автоматчикам противника. В бою бойцы уничтожили свыше отделения пехоты. 12 апреля, переправившись через реку Морава на автомашине «виллис» в районе города Годонин, вышел в тыл противника и участвовал с бойцами отделения в уничтожении отказавшихся капитулировать противников. 26 апреля на подступах к городу Брно разведчики из засады уничтожили около роты вражеских солдат и офицеров, захватили четырёх пленных и исправные танк и бронетранспортер.
После освобождения Брно войска 53-й армии устремились на помощь восставшей Праге. 3 мая у населенного пункта Крал-Поле с разведывательной группой проник в тыл противника и доставил командованию сведения о расположении его подразделений. За отвагу и мужество в этих завершающих боях был представлен к награждению орденом Славы 1-й степени.
В августе 1945 года 9-я отдельная разведывательная рота была уже на маньчжурской границе. Во время боев по освобождению Китая от японских захватчиков Кременчугский был ещё раз ранен. Только в конце 1945 года, выписавшись из госпиталя, был демобилизован.
Указом Президиума Верховного Совета СССР от 15 мая 1946 года за образцовое выполнение заданий командования в боях с немецко-вражескими захватчиками старшина Кременчугский Владимир Григорьевич награждён орденом Славы 1-й степени. Стал полным кавалером ордена Славы.
Жил в городе Краматорск Донецкой области. Член ВКП/КПСС с 1951 года. Работал начальником планово-диспетчерского бюро на Ново-Краматорском машиностроительном заводе имени В. И. Ленина. Скончался 9 октября 1989 года.
Награждён орденом Отечественной войны 1-й и 2-й степени, Славы 3-х степеней, медалями.